# Tân Hóa, Đài Nam

Vị trí tại Đài Nam

Tân Hóa tiếng Trung: 新化區; bính âm: Xīnhuà Qū là một khu (quận) của thành phố Đài Nam, Trung Hoa Dân Quốc (Đài Loan). Trong quá khứ, địa bàn quận là nơi cư trú của thổ dân Siraya và được gọi với cái tên là Tavocan. Hiện nửa phía đông của quận nằm trong khu phong cảnh quốc gia Siraya. Tân Hóa có diện tích 62,0579 km², dân số vào tháng 8 năm 2011 là 44.007 người trong 13.768 hộ gia đình, mật độ cư trú đạt 709,1 người/km².